# Holoplatys julimarina
Holoplatys julimarina är en spindelart som beskrevs av Zabka 1991. Holoplatys julimarina ingår i släktet Holoplatys och familjen hoppspindlar. Inga underarter finns listade i Catalogue of Life.